# 조지 캐널리
조지 카날리(1965년 8월 1일 ~ )는 현대 유니콘스의 전 야구 선수이며 용병제 도입 첫 해인 1998년 타율 0.317 26홈런 97타점을 기록하여 한국시리즈 우승에 큰 공헌을 하여 같은 해 시즌 후  구단이 재계약 방침을 세웠으나 금액 문제로 협상에 난항을 겪다가 현대와 결별한 쿨바 대신 3루수 요원으로 현대가 1999년 영입했지만 전지훈련 때부터 수비와 타격에 문제를 드러내더니 정규시즌에서도 성적 부진을 면치 못해 시즌 도중 퇴출됐다. 1996년에는 이탈리아, 1997년에는 대만 리그에서 뛰었다.

## 같이 보기
- 1999년 현대 유니콘스 시즌